# Lou Leon Guerrero
Lourdes Aflague Leon Guerrero, detta Lou (Guam, 8 novembre 1950), è una politica e banchiere statunitense, governatore di Guam dal 2019.

## Biografia
Nativa di Guam, si trasferì in California per studiare al college e, dopo la laurea presso l'Università della California a Los Angeles, lavorò come infermiera all'ospedale di Santa Monica e in quello di Guam.
Entrata in politica con il Partito Democratico, nel 1994 venne eletta senatrice all'interno della Legislatura di Guam, dove prestò servizio per i successivi dieci anni. Nel 1998 fu scelta come vice dal candidato governatore Thomas Ada, ma i due persero le primarie democratiche contro il ticket composto da Carl Gutierrez e Madeleine Bordallo.
Oltre alla carriera politica, divenne presidente della Banca di Guam e della sezione femminile della camera di commercio locale.
Nel 2018 vinse le primarie democratiche per la carica di governatore di Guam, sconfiggendo tra gli altri candidati anche l'ex governatore Gutierrez. Nelle elezioni generali si affermò con un'ampia maggioranza di voti e divenne così la prima donna ad essere eletta governatrice dello stato.